# Хатуша
Хатуша е столицата на древната Хетска империя, съществувала в края на Бронзовата епоха. Намира се близо до днешното селище Боязкале (старо име: Боязкьой), по бреговете на река Къзълърмак (на хетски: Марашантия, в античността известна като Халиш), в централната част на Мала Азия.
Хатуша е включена в списъка на Световното културно и природно наследство на ЮНЕСКО през 1986 г.

## Околности
Релефът на околностите включва богати земеделски поля, хълмисти местности за паша, както и гори. Малки гори все още се намират около града, но в античността те са били далеч по-големи и обширни. Това означава, че населението е имало огромен запас от дървесина, за да строи своите къщи и други сгради. Полята са снабдявали хората със значително количество пшеница, ечемик и леща. Ленът също е бил използван, но основният материал за дрехи в града била овчата вълна. Жителите също така са ловували елени в горите, но се предполага, че това е бил лукс, достъпен само на аристократите. Основният източник на месо били домашните животни. Има и още няколко селища в околността, като Язълъкая и Аладжа Хююк. Тъй като реките в околността са много малки и негодни за големи кораби, целият транспорт дотам е трябвало да бъде сухопътен.

## Ранна история
Преди 2000 г. пр.н.е Хатуш, селище на смятаните за коренно население хати, е създадена на места, което е превзети още по-рано. Най-ранните свидетелства от селището са датирани от шесто хилядолетие преди Христа. През 19 и 18 век пр.н.е. търговци от Ашур и Асирия създават търговски пункт тук, който се превръща в отделен квартал на Хатуша. Центърът на тяхната търговска мрежа бил Канеш (или Неша, днешно Кюлтепе). Търговските връзки въвеждат записите: търговската мрежа на Ашур разпространява клинописното писмо в Хатуша.
Въглероден анализ на археологическите находки доказва, че Хатуша е изгорена и разрушена към 1700 г. пр.н.е. Смята се, че за това е отговорен цар Анита от Кусара (вероятно днешният Алишар), който със сигурност е взел участие и е произнася следното проклятие след осъществяването му:
| „ | През нощта завзех града, зад мен видях само плевели. Ако някой цар след мен се опита да изсели Хатуш, дано Боговете на времето от небето да му попречат. | “ |

## Хетска имперска столица
Само поколение по-късно, хетскоговорещ цар избира мястото за свое седалище и столица. Хетският език бил понякога по-богат от хатския. Хатското „Хатуш“ се превръща в хетско „Хатуша“, а въпросният крал приема името Хатушили (Хатусилис) I, което означава „от Хатуша“. Хатушили поставя началото на не-хатскоговореща „хетска“ държава и династията на великите хетски царе, 27 от които се знаят по име.
Когато каските пристигат в северната част на империята, те два пъти атакуват града, за да накарат хетските царе да си тръгнат от него. Единият път, по време на управлението на Тудхалия I, те бягат на север в Сапинуа, но скоро се завръщат. Другият път, когато цар е Муатали II, те се местят на юг в Тархунташа, но оставят Хатушили III за губернатор на Хатуша. Мурсили III връща столицата в града и той остава такъв до падането на Хетското царство през 12 в. пр.н.е.
По време на своя разцвет Хатуша е заемала 1,8 km2 и се състои от вътрешна и външна част, и двете оградени от масивни и все още видими редове стени, построени по времето на Шупилулиума I (ок. 1344 – 1322 пр.н.е.). Вътрешният град покрива площ от 0,8 km2 и съдържа цитадела, големи административни сгради и храмове.
На юг се намира външният град, с площ около 1 km2, с красиви порти, украсени с барелефи, показващи воини, лъвове и сфинксове. Тук се намират четири храма, всеки в специален двор, заедно със светски домове и къщи. Извън стените се намират гробищата, по-голямата част с кремирани тела. Съвременни проучвания доказват, че в пика си населението на Хатуша е достигало 40 – 50 000 души, а в ранния период външният град е бил дом на една трета от този брой души. Къщите, направени от дървесина и кирпич са изчезнали от мястото, оставяйки само направените от камък храмове и дворци.
Градът е разрушен около 1200 г. пр.н.е., като част от колапса на Бронзовата епоха. Районът е изоставен до 800 г. пр.н.е., когато в района е създадено фригийско селище.

## Археологически разкопки
Ернест Шантър започва маломащабни пробни разкопки край селото, тогава наречено Боязкьой, в периода 1893-94 г. След 1906 г. Немското ориенталско дружество разкопава Хатуша (с две прекъсвания по време на двете световни войни и Голямата депресия: 1913-31 г. и 1940-51 г.). Археологическите дейности се извършват от Немския археологически институт (Deutsches Archäologische Institut). Хуго Винклер и Теодор Макриди Бей правят първите разкопки през 1906, 1907 и 1911 – 13 г., по-късно възстановени от Карл Бител през 1931 г. и продължени от Петер Нефе. Едно от най-важните открития е кралският писмен архив от глинени плочки с клинописно писмо, които представляват официална кореспонденция и контакти, морален кодекс, процедури за култови церемонии, предсказания на оракули и литература на древния Близък изток. Една много важна плочка, съхранявана в Истанбулския археологически музей, доказва мирните преговори след битката при Кадеш между хетите и египтяните под командването на Рамзес II, 1259 или 1258 г. пр.н.е. Нейно копие се съхранява в сградата на ООН в Ню Йорк като първия мирен договор в историята на човечеството.
Около 30 000 от глинените плочки представляват основната част на хетската литература, а архивната част показва съществуването на други хетски големи градове в Анадола, като Табига (Машат Хююк) и Сапинуа (Ортакьой). Тези плочки днес за разделени между музеите в Анкара и Истанбул.

## Сфинксът от Хатуша
Два сфинкса от Хатуша са изпратени в Германия през 1917 г. за реставриране. Единият е върнат в Истанбул през 1924 г., но вторият не е върнат. Дълго време той е съхраняван в музея Пергамон в Берлин, но след настойчиви искания от турска страна е върнат на Турция през 2011 г. Другият сфинкс, съхраняван в Истанбул, също е върнат там, където е намерен, и сега двата сфинкса са в музея на Боязкале при руините.